# Дэвис, Билл
Уи́льям Гре́нвилл (Билл) Дэ́вис (англ. William Grenville (Bill) Davis, 30 июля 1929, Брамптон (Онтарио) — 8 августа 2021) — онтарийский (канадский) политик. Премьер-министр Онтарио из Прогрессивно-консервативной партии Онтарио с 1971 по 1985.

## Молодость
Родился 30 июля 1929 в Брамптоне в канадской провинции Онтарио. В 1951 получил диплом Торонтского университета и поступил в юридическую школу Университета Йорка Осгуд-холл. В студенческие годы Дэвис был футболистом, и в его команду входили также Рой Макмертри, а затем и Томас Леонард, которые позднее назначались и в кабинет министров Дэвиса.

## Начало политической карьеры
Впервые в Законодательное собрание Онтарио он был избран на провинциальных выборах 1959 в южно-онтарийскую избирательную коллегию По. Хотя По на протяжении многих лет был оплотом консерваторов, на этих выборах Дэвис неожиданно получил очень незначительный перевес. Он победил, но опередил соперника лишь на 1203 голоса.
Дэвис был главой предвыборного штаба кандидата в премьер-министры и руководители партии Роберта Маколея. Маколей выбыл из гонки ближе к концу голосования и вместе с Дэвисом поддержал Джона Робартса, что привело к провалу Келсо Робертса на завершающем голосовании.

### Министр образования
В кабинете Робартса 25 октября 1962 Дэвис стал министром образования, а на провинциальных выборах 1963 он был переизбран со значительным перевесом голосов.
Вскоре за ним закрепилась репутация в значительной степени интервенционистского министра: при нём расходы на образование выросли до высшего уровня за все 60-е годы (с 1962 по 1971 они выросли на 454 %). При нём было открыто много новых государственных школ, причём в таких местах, где численность учащихся ежегодно возрастала.
Дэвис также открывал новые университеты, в том числе Университет Трента и Университет Брока, и учредил двадцать два народных университета, начиная с 1966. В 1970 он также открыл образовательную телевизионную сеть TVOntario.
Вскоре после съезда партии для выдвижения кандидата в премьер-министры Дэвис пригласил предвыборный штаб Лоренса присоединиться к нему. Эта группа стала известна как Большая синяя машина и оставалась преобладающей организационной структурой прогрессивно-консервативной партии вплоть до 80-х годов.

### Премьер-министр
Сразу после того, как Дэвис стал премьер-министром, он объявил, что его правительство не разрешит предполагавшееся строительство Спейдинской городской автомагистрали в центре Торонто (непопулярное среди многих жителей этого района). На онтарийских выборах 1971 команда Дэвиса профессионально провела кампанию, результатом чего стало ещё большее правящее большинство.
Первый полный срок Дэвиса на посту премьер-министра был наименее удачным для него, а общество считало, что его правительство было ослаблено рядом скандалов. В 1973 стало известно, что друг Дэвиса Герхард Муг получил некий ценный предмет за заключение договора на строительство Гидроэнергетической компанией Онтарио нового здания руководства и смежных проектов. Во всех случаях правительству удавалось оправдаться, но его народная поддержка всё-таки снизилась. В 1973 и 1974 прогрессисты-консерваторы проиграли основные дополнительные выборы в четырёх округах.
В 1973 правительство также планировало отменить налог на энергоресурсы на 7 %. Накануне провинциальных выборов 1975 Дэвис на девяносто дней заморозил цены на энергоресурсы, временно снизил провинциальный налог с продаж с 7 до 5 % и установил контроль над арендной платой в провинции.

#### Правительство меньшинства
Кампания 1975 была не такой удачной, как в 1971, а Дэвис и глава Либеральной партии Роберт Никсон в ходе неё наделали друг другу много личных оскорблений. Опросы, проведённые незадолго до выборов, показали, что поддержка либералов возрастает. Прогрессисты-консерваторы заняли лишь 51 кресло из 125, но смогли сохранить власть правительства меньшинства. Новая демократическая партия Онтарио (НДПО) под руководством Стивена Льюиса получила 38 кресел, тогда как либералы Никсона финишировали третьими с 36 мандатами. Вскоре после выборов Дэвис назначил своим парламентским секретарём Хью Сигала.
После выборов правые, назначенные Дэвисом,— Фрэнк Стюарт Миллер и Джеймс Тейлор — сократили расходы кабинета, но после отрицательной реакции общественности заявили об отказе от программы жёстких мер экономии.
Этот период правления Дэвиса отличался распространением здравоохранения в провинции и систем образования, и Дэвиса особенно интересовало, чтобы местные университеты провинции оставались доходными. Правительство также увеличило число положений кодекса прав человека в Онтарио и число двуязычных услуг, несмотря на то, что официальным языком провинции оставался английский.

#### Снова правящее большинство
На провинциальных выборах 1981 прогрессисты-консерваторы снова добились правящего большинства во многом за счёт НДП. Роль Дэвиса в конституционных переговорах 1981 была решающей, что привело к компромиссу и принятию Конституции 1982. Он также объявил, что Онтарио собиралась приобрести 25 % акций энергетической компании Suncor, несмотря на несогласие её собственного комитета.
Дэвис отказался от этого решения, когда понял, что не получит согласия Западной Канады из-за его поддержки патриации конституции и Национальной энергетической программы. Против его кандидатуры высказывался и премьер-министр Альберты Питер Локхид.
За несколько месяцев до онтарийских выборов 1985 он вышел из гонки, хотя по опросам его правительство по-прежнему опережало главу Либеральной партии Онтарио Дэвида Питерсона и главу онтарийской НДП Боба Рея.

## Выход на пенсию
Дэвис продолжал работать при Фрэнке Миллере, который был избран главой в феврале 1985 и многими считался преемником Дэвиса и его Большой синей машины. Хотя Миллер был более консервативен, прогрессисты-консерваторы по-прежнему имели значительное преимущество перед оппозицией, когда были объявлены выборы. Между тем из-за проблем с католическими школами и проиграли провинциальные выборы 1985 Либеральной партии Онтарио, чему также способствовало движение недоверия либералов и НДП, что положило конец 42-летнему правлению партии в провинции.
В 1985 Дэвис стал компаньоном ордена Канады и после ухода из политики работал в советах директоров нескольких компаний.
Доброе имя Дэвиса среди прогрессистов-консерваторов Онтарио в 90-е годы было подорвано отклонением партии вправо при Майке Харрисе. Многие прогрессивно-консервативные парламентарии открыто критиковали политику расходов Дэвиса и часто подчёркивали политические различия Дэвиса и Харриса.
Не так давно Дэвис снова занял почётное место в Прогрессивно-консервативной партии Онтарио. Он также присутствовал на первом заседании прогрессистов-консерваторов в законодательном органе Онтарио после их последней победы в дополнительных выборах в 2005.
В 2003 Дэвис сыграл важную роль в переговорах по вопросу объединения федеральных прогрессистов-консерваторов с Канадским союзом и создания новой Консервативной партии Канады. Стивен Харпер поблагодарил Уильяма Билла Дэвиса за кампанию и сказал, что много позаимствовал из модели управления Дэвиса. Консерваторы смогли одержать верх над федеральными либералами и сформировать правительство.
За всю свою политическую карьеру Дэвис часто говорил о сильном влиянии на него родного города Брамптона (Онтарио). Среди брамптонцев он известен как «Билли Брамптонский» (англ. Brampton Billy).
24 октября 2006 года Дэвис получил от Университета Сенеки свою первую почётную степень и диплом. Президент Университета Сенеки заявил: «Дэвис был одним из архитекторов университетской системы Онтарио, и благодаря ему высшее образование в нашей провинции по-прежнему динамично развивается и остаётся опорой для экономики». Умер 8 августа 2021 года.